# 600 こちら情報部
『600 こちら情報部』（ろくまるまる こちらじょうほうぶ）は、1978年4月3日から1984年3月16日までNHK総合テレビジョンで生放送された児童向けの情報バラエティ番組である。放送回数は1343回。

## 概要
NHK初の生え抜き会長である坂本朝一の下で1978年に実施された抜本的な改編の際、生活科学番組『ウルトラアイ』とともに目玉番組と位置づけられて始められた番組である。
この改編以前のNHKは「国営放送」的体質が強く、総合テレビの児童向け番組も娯楽性に欠けるとされがちだった。総合テレビの平日18時台は従前から児童向け枠として放送されていたが、『こどもニュース』、人形劇、『少年ドラマシリーズ』、『レンズはさぐる』といった比較的硬めの番組が当てられていた。この改編では、この放送枠から『こどもニュース』と『少年ドラマシリーズ』を廃し、また児童向け科学番組の『レンズはさぐる』を19時台の成人も対象とした生活科学番組の『ウルトラアイ』が引き継いだ。『少年ドラマシリーズ』は帯番組としてではなく、夏休みや冬休みの特番として残されたが、ドラマ性の強い児童向けの番組枠としては、『未来少年コナン』に始まる火曜19時30分から20時までのアニメーション枠に引き継がれた。
こうして平日18時台の児童番組枠には従前からの番組は人形劇のみが残され、新たに児童向けの生放送による情報バラエティ番組であるこの番組が据えられた。
この番組は、児童向けの情報番組としては『こどもニュース』の路線を、児童向けのバラエティ番組としては前年度に土曜18時台に坂本九とキャロライン洋子の司会で1年間放送された『こども面白館』の路線を引き継いだが、平日の月曜日から金曜日までと大幅に放送枠を拡大した。それまでのNHKの番組のスタイルを打ち破り、最近のトレンド情報をある意味では民放以上に追求し、娯楽性も強かった。特に小・中・高校生を視聴ターゲットにし、トレンド情報以外にもゲストを交えてのトークコーナーなどを放送していた。
特集コーナーに入ると、そのVTRなどの前ふりとして「きょうのビッグ情報はこれだ!!」と画面に人差し指を指して口上していた。その特集の例として、キャンディーズ解散、アニメの声優らとのインタビュー、P-MODEL、ヒカシュー、プラスチックスのインタビューとスタジオライブ、ゲイリー・ニューマン来日時のインタビューなどが挙げられる。ほかに、イラストの紹介、金曜日には「なんでも相談」と題した質問コーナーが放送された。先行番組の『こども面白館』はマスコットキャラクターとしてゴリラの「ドンゴリゴ」を置いていたが、本番組でも同様に、犬の「ロクジロー」というマスコットキャラクターが置かれた。なお、本番組終了後に開始された『あさイチ』では2020年からスタジオセットに「ロクジロー」の人形（同番組の司会である博多大吉の私物）が小物として置かれている。
ゲストを含む出演者は必ず、「600」の文字の入ったスパイ映画を模したと思しきデザインのワッペンを付けて出演していた。当時のNHK放送センターの売店では、この600ワッペンや600ロゴ入りメモ帳が販売されており、好評だった（通し番号の入ったバッジは ハガキが採用された視聴者に贈られた。なお、スタジオ出演者用バッジには番号は付いていなかった）。
1981年7月29日には特別番組としてチャールズ3世（当時皇太子）とダイアナ・スペンサーとの結婚式の中継が17時35分 - 18時40分に放送されたが、本番組の放送時間と一部重複していたため司会は本番組のキャスターが担当し、リポーターとして本番組から野中ともよがロンドンに派遣された。
1982年4月5日放送分では、放送時間の5分拡大を記念して、「GO!GO!パワーアップ600」と題した企画を放送。（放送ライブラリーで公開されている。）
1983年5月26日放送分では、当日昼に発生した日本海中部地震関連の情報を中心に放送した。
また、当時は視聴者との交歓会・サイン会も随時行われ、キャスター・レポーター陣が全国各地を主に放送がお休みとなる週末を中心に訪問していた
前述のとおり、平日18時台の児童番組枠には改編後も人形劇は残されており、この番組に続いて18時25分 - 18時40分には『紅孔雀』が、次いで『プリンプリン物語』が放送されていた。1982年3月に『プリンプリン物語』が終了した後は夕方のローカルニュースを拡充することになり、本番組は放送枠を5分拡大して30分番組にするとともにローカルニュースを18時30からの放送に変更した。人形劇の放送枠は土曜18時台（『人形劇 三国志』）に移され、番組はそれから2年後の1984年3月に終了したが、同時間帯ではその後も様々な子供向け番組が放送された。
当番組の終了から33年後の2017年5月25日、関東広域圏で放送の昼前の情報番組『ひるまえほっと』のコーナー「発掘!お宝番組」にて当番組が紹介され、スタジオに鹿野と帯が生出演した。当日は番組開始当時の内閣総理大臣大平正芳にインタビューした映像などが放送されたほか、人気コーナーだった質問、イラストのコーナーも紹介され、『ひるまえほっと』のスタジオにはイラストのコーナーで使用されたボードが再現された。このボードには多くの視聴者投稿に混じって、鹿野の孫2人と帯の愛娘が描いたイラストも掲示され、それらとともに帯の愛娘からの手紙も紹介された。

## 番組枠のその後
しかし、第2次オイルショックによる放送時間の短縮が当番組終了とともに終わったことに加え、NHKが衛星放送をスタートさせ、全体の編成に余裕が生じるようになったことから、総合テレビでの子供向け番組は1986年に17時台と教育テレビに移された。また、民放が大型報道番組を次々とスタートさせたことなどもあり、この枠は一般向け情報番組『にっぽん列島ただいま6時』に変更された。最後まで総合テレビで残っていた番組も、平成時代に入ると全て教育テレビと衛星放送に移され、総合テレビ夕方の子供向け番組は姿を消した。

## 放送時間
| 期間     | 期間      | 放送時間           |
| -------- | --------- | ------------------ |
| 1978.4.3 | 1982.3.19 | 平日 18:00 - 18:25 |
| 1982.4.5 | 1984.3.16 | 平日 18:00 - 18:30 |

## 出演者

### キャスター
- 鹿野浩四郎[1][12][18]
- 帯淳子[1][12][18]
- 田畑彦右衛門[1][12][18]（ニュースキャスター兼解説者、1979年4月 - ）

### リポーター
- 福村恵[1]
- 小林かおり[1]
- 黒部幸英[1]
- 戸田恵子[1]
- 中田ひろみ[1]
- 高田文夫[1]
- 麻里もも子[1]
- 紺谷昌代[1]
- 星野みどり[1]
- 白貝真理子
- 小島恵子[12]
- 根本三香[12]
- ジェリー・ソーレス[12]
- 中沢直美[12]
- 松本和子[12]
- 清水文子[12]
- 葛西敦[12]
- 野中ともよ
- 原めぐみ（原江梨子）
- 橋本美砂子（元「ニューヤンキース」のキャプテン）
- 子守康範（出演期間中は慶応義塾大学へ在学[注 2]）
- あみりあ（天莉亜） - 英語通訳リポーター

### 「なんでも相談」回答者
- 餌取章男 - 科学担当
- 金田一春彦 - 国語担当
- 樋口清之 - 歴史・社会風俗担当
- 塚田茂 - ノンセクション（学校生活、友人関係、家族関係、進路など）
- 松平康隆 - スポーツ・体育担当
- 山口規容子 / 田村英子（隔週交代） - 保健・衛生担当

### 「イラストコーナー」審査員
- 黒田征太郎

## スタッフ
- 音楽 - 岩代浩一[12]